# 삼성 갤럭시 미니 2
삼성 갤럭시 미니 2(Samsung Galaxy Mini 2)는 삼성전자에서 2012년 6월 6일에 출시한 보급형 안드로이드 스마트폰으로, 갤럭시 미니의 후속작이다.
추후 4.1.2 젤리빈으로 업그레이드 될 예정이었으나 업그레이드가 취소되었다.

## 같이 보기
- 삼성 갤럭시 미니
- 삼성 갤럭시 에이스 2